# Апрелевка (Калининградская область)
Апрелевка — посёлок в Гурьевском городском округе Калининградской области. Входит в состав Низовского сельского поселения.
Населенный пункт расположен на 3 км автомобильной дороги 27 ОП РЗ 27К-128 "Низовье - Константиновка" вдоль русла небольшой реки Низовки. Ближайший поселок к Апрелевке, образующий с нею фактически однородное поселение Малинники, расположены на противоположной стороне реки.

## Население
| 2002 | 2010 |
| ---- | ---- |
| 143  | ↘130 |

## История
Первое упоминание о населенном пункте относится к 1383 году.
Названия: Варге в 1383, Вергин в 1540, Воргин, Варгин в 1542, Варгинен с 1820 до 1946 года
В 1946 году Варгинен был переименован в Апрелевку.
В 1910 году численность населения составляла 112 человек (Адлиг Варгинен — 35 человек, Кёлльмиш Варгинен — 77 человек), в 1933 году — 296 человек, в 1939 году — 328 человек.
До 2009 года в посёлке располагались основные производственные мощности коллективного хозяйства "Россия", правопреемником которого в 2001 году стал Сельскохозяйственный производственный кооператив "Колхоз Россия" (ИНН: 3917013493КПП: 391701001ОГРН: 1023902299850). 31.07.2009 года предприятие было ликвидировано в связи с завершением конкурсного производства в деле о несостоятельности (банкротстве).

## Галерея видов поселения
- Центр п. Апрелевка Гурьевского района Калининградской области, ходом в сторону п. Низовье
- Центр п. Апрелевка Гурьевского района Калининградской области, ходом в сторону п. Константиновка
- Вид на клуб с ул. Апрелевской (а/д "Низовье - Константиновка")
- Вид на дом 21 по ул. Апрелевской (а/д "Низовье - Константиновка")
- Вид на пешеходную часть ул. Апрелевской от дома 21
- Вид с ул. Апрелевской (а/д "Низовье - Константиновка") через поле на зерноток (элеватор)
- Въезд в п.Апрелевка со стороны п. Низовье

## Интересные факты
В конце 80-х начале 90-х годов XX века местная молодежь посёлка массово была увлечена творчеством британской электроник-рок-группы Depeche Mode, что порой принимало курьёзные формы. Так, дорожный знак с указание наименования населенного пункта Апрелевка был заклеен неизвестными фанатами плакатом, в результате чего название поселка на несколько недель стало читаться, как Депешмодовка. Интересно также, что существует песня с таким названием от DJ Луч, при этом вероятность, что эти два события как-то связаны между собой весьма мала. 